# Fáncsik Roland
Fáncsik Roland (Székesfehérvár, 1993 –) magyar színész. 

## Életpályája
Érettségi után a Keleti István Művészeti Szakközépiskolában tanult. 2014-2019 között a Színház- és Filmművészeti Egyetem zenés színész szakos hallgatója volt. 2019-től rendszeresen szerepel a Pintér Béla Társulat előadásaiban. Szinkronizálással is foglalkozik.

## Fontosabb színházi szerepei

### Pintér Béla Társulata
- Kaisers TV, Ungarn – Balázs Gábor
- Fácántánc – Kaló Péter
- Tündöklő középszer – Bölény
- Marshal Fifty-Six – Fácska Richárd (2021)
- Anyaszemefénye – Sanyika (2019)

### Egyéb
- Bonnie és Clyde – Henry Barrow (Margitszigeti Szabadtéri Színpad, 2019)
- Karnebál – Pincér (Budaörsi Latinovits Színház, 2018)
- Vőlegény (Orlai Produkciós Iroda, 2017)

## Filmes és televíziós szerepei
- A renitens (2024–2025) ...Rendőr